# Accipiter rufitorques
L'astore delle Figi (Accipiter rufitorques (Peale, 1849)) è un uccello rapace della famiglia degli Accipitridi originario delle isole a cui deve il nome.

## Descrizione

### Dimensioni
Misura 30–42 cm di lunghezza, per un peso di 190-209 g nei maschi e di circa 281 g nelle femmine; l'apertura alare è di 58–73 cm.

### Aspetto
Questo rapace di medie dimensioni presenta parti superiori e inferiori nettamente contrastanti, ali e coda brevi e zampe ben strutturate, che gli conferiscono un aspetto molto caratteristico e che rendono impossibile confonderlo con le altre specie presenti su queste isole. Il maschio adulto ha una colorazione più delicata rispetto alla maggior parte degli altri accipitridi. Le sue parti superiori sono blu-grigio fumo e la coda presenta una colorazione uniforme. Le primarie sono leggermente più scure, le guance più chiare. La nuca è cinta da un collare rosa vinato. La gola è bianca con vaghe strisce scure. Il resto delle parti inferiori è rosa chiaro con infiltrazioni di grigio chiaro. La femmina adulta tende ad essere più rossa sul collo e più grigio rosata sulle parti inferiori. Queste possono a volte essere barrate di bianco. I giovani hanno parti superiori di colore marrone scuro bordate di rosso quando il piumaggio è fresco di muta. La testa è striata e il collare che ricopre la nuca è più chiaro di quello degli adulti. La coda e le secondarie sono vagamente barrate di grigio-bruno. Le parti inferiori variano dal crema al camoscio-rossiccio. Macchie e strisce nero-brunastre ornano il petto e l'addome. I fianchi sono barrati di marrone chiaro, le cosce sono macchiate di rossiccio. Negli adulti, l'iride, la cera e le zampe sono di colore giallo-arancio. Nei giovani sono di colore giallo più chiaro.

### Voce
Vicino al nido, la sera o quando i giovani si alzano per la prima volta in volo, questi uccelli sono particolarmente rumorosi. Sono stati registrati numerosi tipi di grido, tra cui dei ki....ki...ki stridenti e dei weit weit weit ripetuti rapidamente. È possibile udire anche uno shee shee shee penetrante e acuto preceduto o seguito da dei queerk? queerk? queerk? emessi in tono interrogativo.

## Biologia
L'astore delle Figi vive generalmente da solo o in coppia. Tuttavia possono essere avvistati anche gruppi familiari rumorosi costituiti da giovani che si sono da poco alzati in volo per la prima volta. Sono stati osservati voli circolari a grande altezza nel cielo. Al contrario, sembrano assenti le parate aeree con traiettorie a forma di montagne russe e acrobazie. Durante il periodo nuziale, alcune coppie si rincorrono vicendevolmente lanciando lunghi fischi stridenti ed effettuando picchiate vertiginose con la coda tenuta così ricurva che il corpo assume una forma a «V».

### Alimentazione
Gli astori delle Figi sono dei predatori molto opportunisti e il loro menu è apparentemente molto vario. Comprende uccelli di piccole e medie dimensioni come la maina comune (Acridotheres tristis), ma talvolta anche grossi piccioni come il colombo imperiale di Peale (Ducula latrans) e giovani nidiacei. Vengono catturati anche numerosi tipi di insetti, di lucertole e alcuni piccoli serpenti, nonché ratti e topi che sono stati introdotti su queste isole. La dieta è spesso integrata con alcuni pesci e crostacei. I giovani esemplari si nutrono talvolta anche di carogne. Gli astori delle Figi cacciano alla posta, appollaiati su un posatoio ben nascosto o, al contrario, su un ramo ben esposto. Ogni sorta di copertura vegetale è buona per cercare di creare un effetto sorpresa. Quando cacciano, il volo è rapido e tortuoso. Ispezionano anche le chiome degli alberi con un volo lento. Quando inseguono una preda, questi uccelli hanno la reputazione di essere tenaci, tanto da penetrare a tutta velocità tra i cespugli del sottobosco per stanarla e bloccare con le ali spalancate ogni punto di uscita in modo che questa non possa fuggire.

### Riproduzione
La stagione di nidificazione ha luogo prevalentemente da agosto a dicembre, ma eccezionalmente si possono trovare anche nidi nel periodo che va da febbraio a maggio. Il nido, grossolano e piuttosto rudimentale, è fatto di ramoscelli assemblati insieme piuttosto liberamente. Il fondo della struttura è rivestito o abbellito con qualche foglia. La costruzione può essere posta a qualsiasi altezza fino a circa 25 metri, su un albero non particolarmente ricco di fogliame. Per la riproduzione, gli astori delle Figi scelgono spesso una pianta della famiglia delle leguminose, come un albero della seta (Albizia) o un albero della pioggia (Samanea). La covata comprende abitualmente 2 o 3 uova di un colore che non è stato ancora descritto. La durata dell'incubazione e le differenti cure parantali non sono note.

## Distribuzione e habitat
L'astore delle Figi frequenta una grande varietà di habitat: fitte foreste pluviali, zone boschive aperte, aree boschive che hanno subito un intenso sfruttamento e perfino terreni coltivati con qualche albero sparso. Si trova anche nei parchi urbani o alla periferia delle città. Questo uccello vive dal livello del mare fino a 1200 metri di altitudine.
Come indica chiaramente il suo nome, questo rapace di medie dimensioni è endemico dell'arcipelago delle Figi. Vive soprattutto in isole di grandi e medie dimensioni, quali Vanua Levu, Viti Levu, Taveuni e Kandavu e nel gruppo delle Lomaiviti (Ovalau, Koro e Gau). Questa specie è monotipica. Precedentemente, veniva considerata come una delle tante sottospecie dell'astore australiano (Accipiter fasciatus) ed è stata elevata al rango di specie a sé solo da poco tempo.

## Conservazione
Questi rapaci sono comuni. Non abbiamo a disposizione valutazioni precise della loro densità, ma alcuni nidi distano tra loro solo 400 metri. La superficie del loro areale viene stimata in 18.000 chilometri quadrati, ma questi uccelli sono in grado di adattarsi a tutti i tipi di habitat dove ci siano degli alberi. Nella categoria dei rapaci, questo astore non ha concorrenti diretti. Secondo Christie, la popolazione globale supera senza dubbio le diecimila unità. Nonostante la specie sia perseguitata dai cacciatori, questa attività non ha una grande influenza sull'entità della popolazione.